# Boch

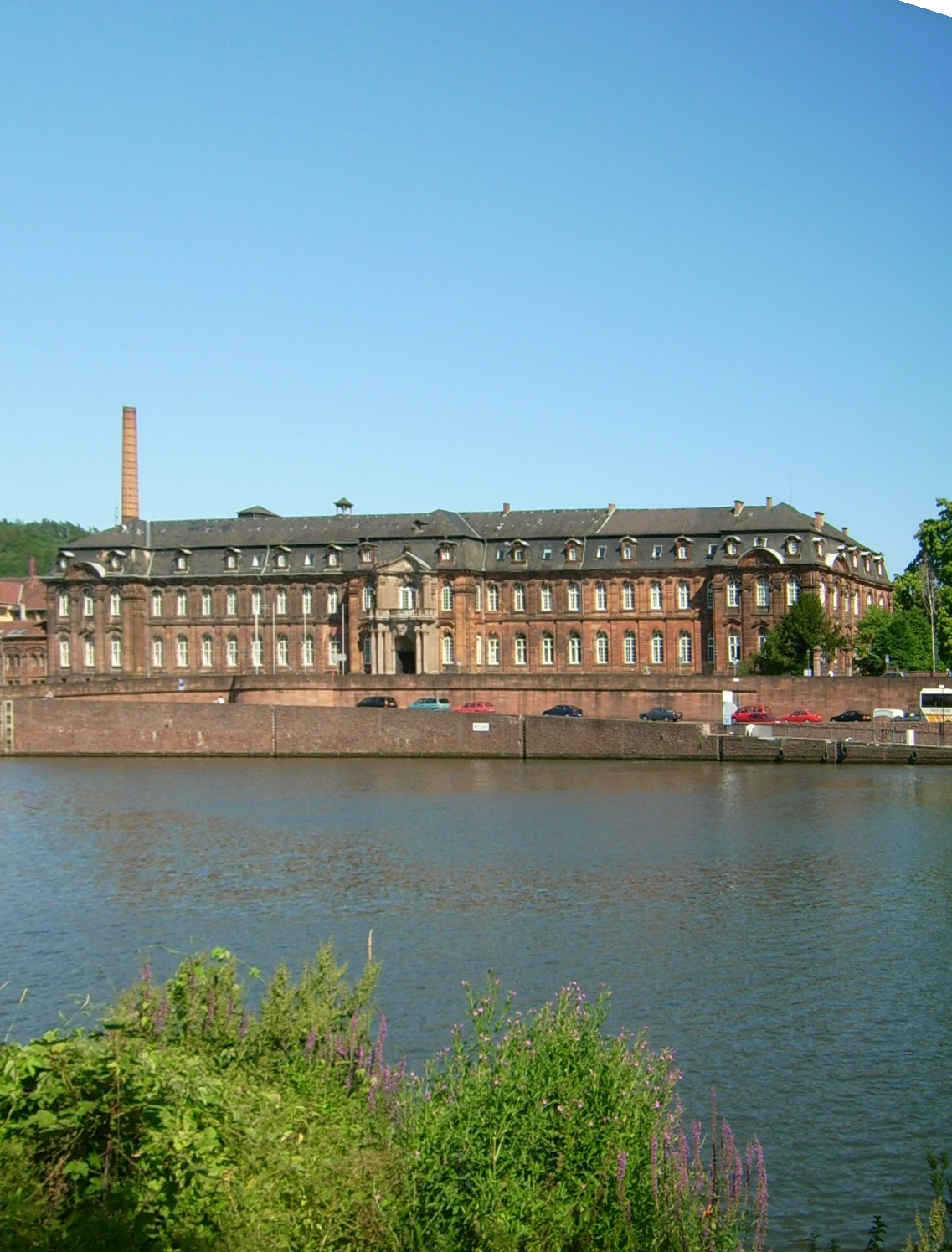
Hoofdzetel van Villeroy & Boch in de voormalige abdij van Mettlach

Het geslacht Boch (sinds 1892 ook: von Boch en sinds 1907 ook: von Boch-Galhau) is een Duits geslacht waarvan de stamvader de grondslag vormde voor het in 1748 opgerichte porseleinbedrijf Villeroy & Boch en waarvan telgen anno 2021 nog steeds aan het bedrijf verbonden waren (net als telgen uit het Franse geslacht Villeroy de Galhau).

## Geschiedenis
De bewezen stamreeks begint met François Boch (1700-1754) die koopman was te Deutsch-Oth in Lotharingen. Hij stichtte in 1748 de firma Jean-François Boch et Frères. Zijn kleinzoon Jean-François Boch (1782-1858) zorgde mede voor de fusie met het bedrijf van Nicolas Villeroy (1759-1843) tot de anno 2021 nog bestaande firma Villeroy & Boch. Een zoon van de laatste, Eugen Boch (1809-1898), werd vlak na zijn 50-jarig huwelijksfeest met de erfgename Octavie Villeroy (1823-1899) in 1892 verheven in de Pruisische adel en verkreeg zo het adelsparticuul  von. Een zoon van de laatste, René von Boch (1843-1908), verkreeg bij Pruisisch Koninklijk Besluit wapenvereniging met Galhau en naamswijziging tot von Boch-Galhau. Telgen uit het geslacht zijn anno 2020 nog immer (groot)aandeelhouders in de familiebedrijven.
Tot de niet geadelde tak behoren de Belgische kunstenaars Anna Boch (1848-1936) en Eugène Boch (1855-1941).
Telgen bleven gevestigd rond de Moezel in Lotharingen, zowel in het Duitse als Franse gedeelte. Ze trouwden veelvuldig met andere Duitse edellieden, tot aan de hoge adel toe, zoals Von Waldburg en Zu Solms. Ze bewoonden en bewonen bovendien adellijke huizen en kastelen. Verscheidene telgen ontvingen hoge Duitse onderscheidingen.

## Enkele telgen
- François Boch (1700-1754), oprichter firma Jean-François Boch et Frères[2]
  - Pierre-Joseph Boch (1737-1818), firmant Jean-François Boch et Frères[3]
    - Jean-François Boch (1782-1858), na de fusie firmant Villeroy & Boch Keramische Werke[4]
      - Eugen von Boch (1809-1898), firmant en leider Villeroy & Boch, landeigenaar; trouwde in 1842 met Octavie Villeroy (1823–1899)[5]
        - René von Boch-Galhau (1843-1908), firmant Villeroy & Boch[6]
          - Roger von Boch-Galhau, heer van Linslerhof en Mettlach (1873-1917), directeur-generaal Villeroy & Boch[7]
            - Franz Egon von Boch-Galhau, heer van Linslerhof, Britten en Hausbach (1909-1981), firmant en leider Villeroy & Boch, landeigenaar en bosbouwer[8]
              - Roger von Boch-Galhau (1935-2017), firmant Villeroy & Boch en landeigenaar
              - Wendelin von Boch-Galhau (1942), firmant, oud-voorzitter Raad van Bestuur en Raad van Commissarissen Villeroy & Boch, landeigenaar en hoteleigenaar[9]

            - Monika von Boch-Galhau (1915-1993), fotografe[10]

          - Luitwin von Boch-Galhau (1875-1932), firmant en directeur Villeroy & Boch
            - Luitwin Maria von Boch-Galhau (1906-1988), directeur-generaal en lid Raad van Commissarisse Villeroy & Boch
              - Luitwin Gisbert von Boch-Galhau (1936), oud-voorzitter Raad van Bestuur en lid Raad van Commissarissen Villeroy & Boch[11]
              - Dr. Millicent von Boch-Galhau (1937), medicus; trouwde in 1964 met prof. dr. Wilhelm Prinz zu Solms-Hohensolms-Lich (1937), emeritus hoogleraar moderne literatuur aan de universiteit van Marburg
              - Dr. Alexander von Boch-Galhau (1949), econoom en oud-voorzitter van de Raad van Commissarissen van Villeroy & Boch

          - Martha von Boch-Galhau (1880-1961); trouwde in 1905 met rijkskanselier Franz von Papen (1879-1969)

        - Alfred von Boch-Galhau, heer van Frémestroff (Fremersdorf) (1860-1943)
          - Eugen von Boch-Galhau, heer van Fremersdorf (1892-1975), firmant Villeroy & Boch
            - Eugen von Boch-Galhau (1951), bewoner van slot Fremersdorf
              - Maria von Boch-Galhau BA (1979), productmanager bij Villeroy & Boch

      - Victor Boch (1817-1920), firmant firma Royal Boch in België
        - Anna Boch (1848-1936), Belgische kunstschilder en -verzamelaar
        - Eugène Boch (1855-1941), Belgische kunstschilder, vriend van Van Gogh, mede-oprichter van Les XX

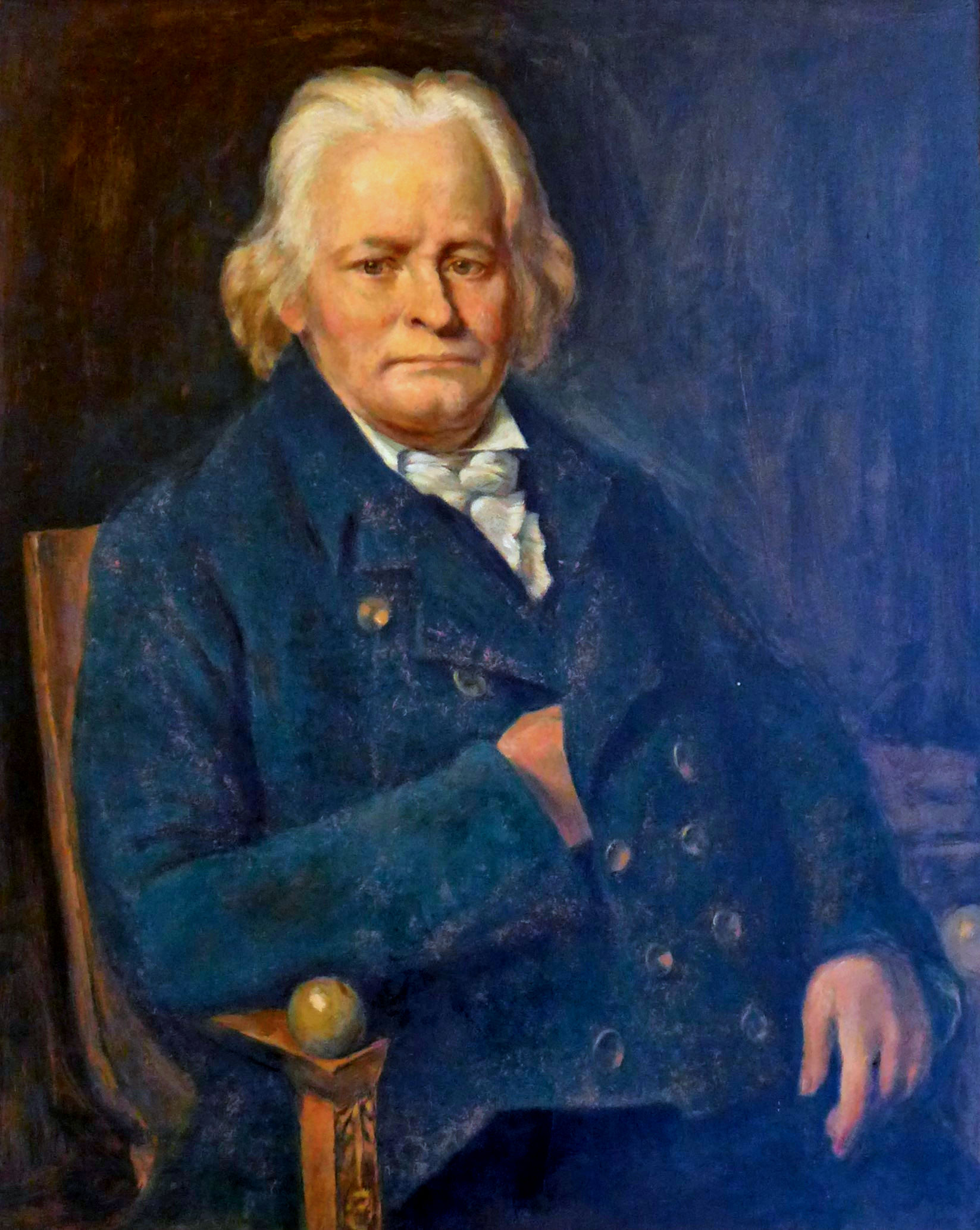
Pierre-Joseph Boch (1737-1818)
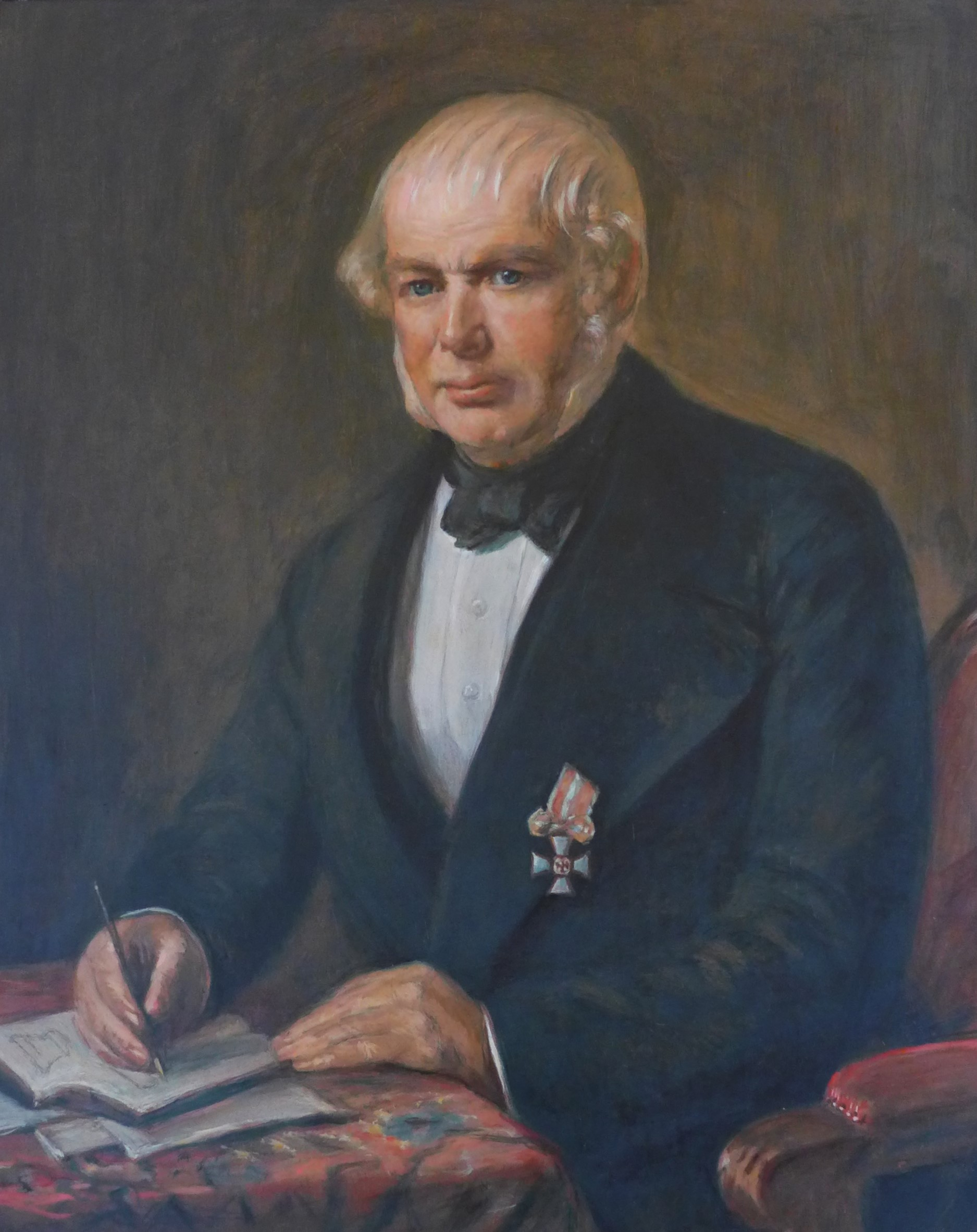
Jean-François Boch (1782-1858)
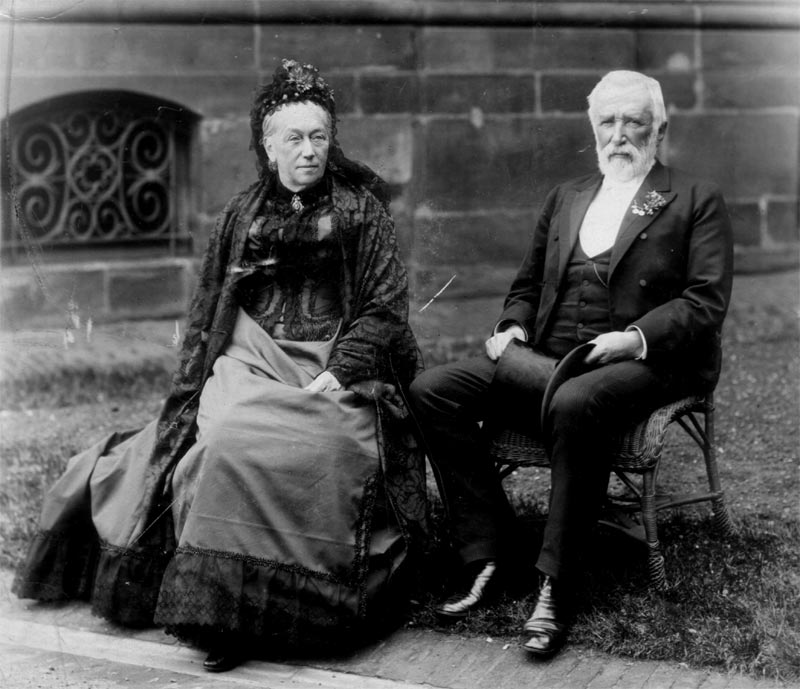
Eugen Boch (1809-1898) en Octavie Villeroy (1823–1899) ter gelegenheid van hun gouden bruiloft, 1892
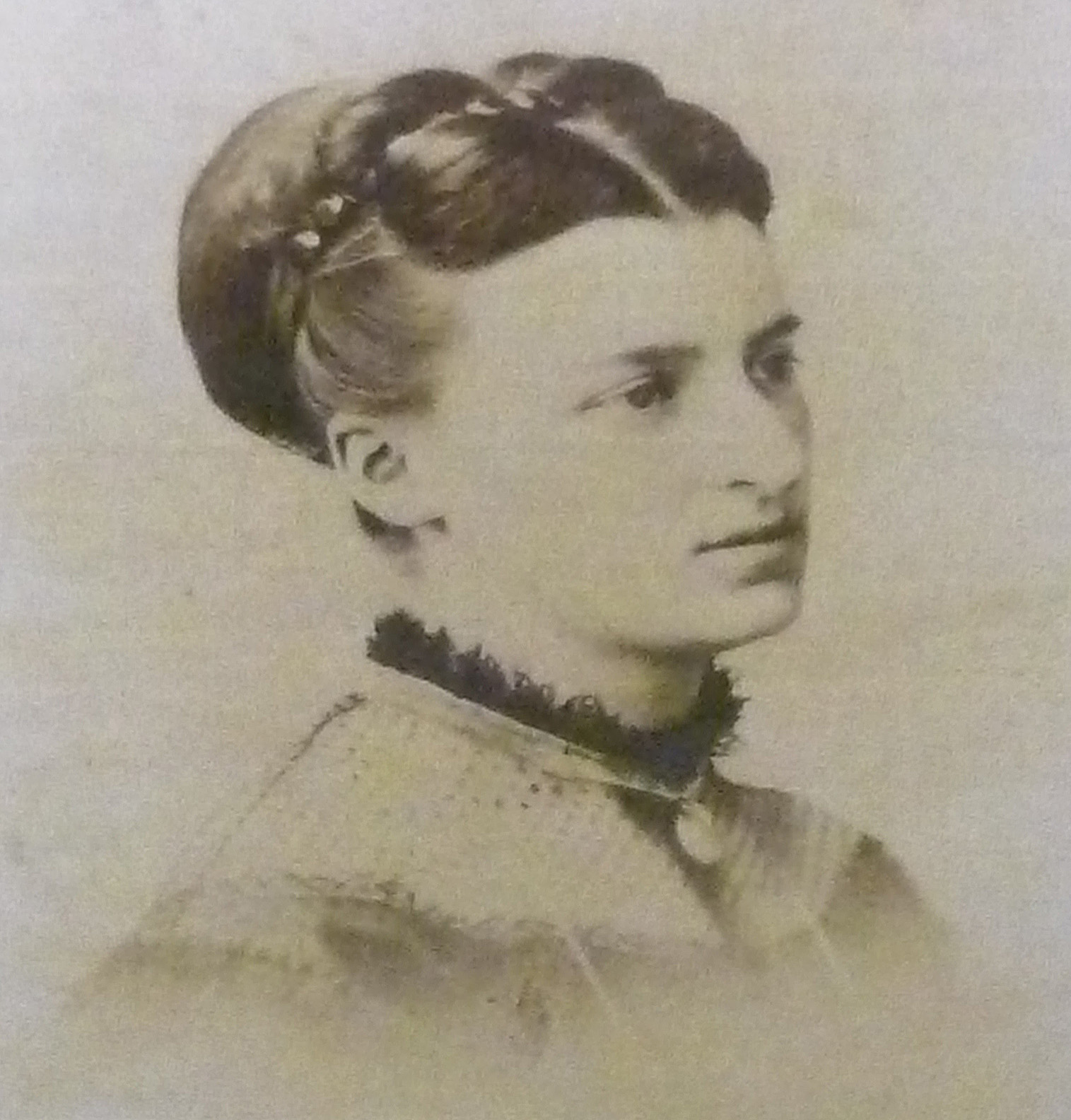
Anna Boch
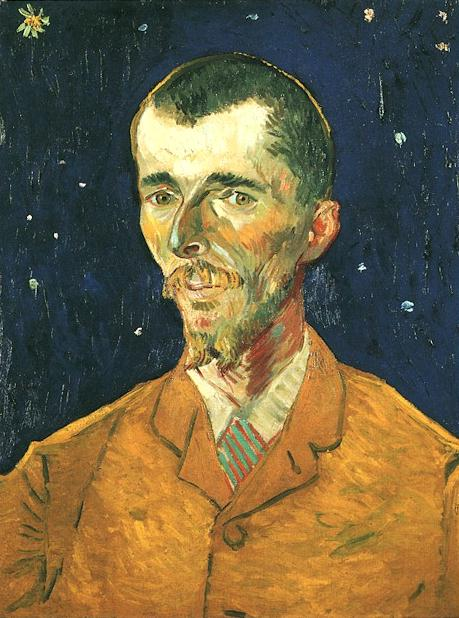
Eugène Boch door Vincent van Gogh (1888)